# Mycocalia
Mycocalia is een geslacht van schimmels in de familie Lycoperdaceae. De typesoort is Mycocalia denudata.

## Soorten
Volgens Index Fungorum telt het geslacht zeven soorten (peildatum februari 2023):
| Soortnaam                                   | Auteur(s)                                         | Publicatiejaar |
| ------------------------------------------- | ------------------------------------------------- | -------------- |
| Mycocalia aquaphila                         | R. Cruz, L.T. Carmo, M.P. Martín, Gusmão & Baseia | 2018           |
| Mycocalia arundinacea                       | (Velen.) J.T. Palmer                              | 1961           |
| Mycocalia denudata (Bleke dwergnestzwam)    | (Fr.) J.T. Palmer                                 | 1961           |
| Mycocalia duriaeana (Donkere dwergnestzwam) | (Tul. & C. Tul.) J.T. Palmer                      | 1961           |
| Mycocalia minutissima                       | (J.T. Palmer) J.T. Palmer                         | 1961           |
| Mycocalia reticulata                        | (Petch) J.T. Palmer                               | 1961           |
| Mycocalia sphagneti                         | J.T. Palmer                                       | 1963           |